# Deborah Bor
Deborah Bor (getauft am 13. Februar 1724 in Amsterdam; begraben am 9. Oktober 1775 ebenda) war eine niederländische Schauspielerin.

## Leben
Deborah Bor wurde am 13. Februar 1724 in Amsterdam getauft. Sie war die Tochter des Schauspielers Cornelis Bor (1674?–1745) und Agatha Malfait (1684–1728). Sie war das einzige Kind aus dieser Ehe ihres Vaters, der aus seiner früheren Ehe mit Anna Maria van Bleeck bereits mehrere Kinder hatte, darunter Jan (1703/1704–1750) und Elizabeth, beide etwa zwanzig Jahre älter als ihre Halbschwester. Deborahs Mutter Agatha Malfait, die, soweit bekannt, keine Schauspielerin war, starb 1728, als Deborah vier Jahre alt war. Sie wuchs praktisch im Amsterdamer Theater auf: Ihr Vater war dort seit 1728 Gastwirt und besaß zu diesem Zweck ein Haus neben dem Theater. Im selben Jahr verkaufte Cornelis Bor sein Weingeschäft an seinen Sohn Jan. Laut „Een nieuw lied“ von einem gewissen P.S. war es ein Tabakladen.
Deborah Bor hatte Schauspielunterricht bei Jan Punt, jedoch scheint sie sich als Schauspielerin nicht durch große Begabung ausgezeichnet zu haben. Ihr Debüt gab sie am 20. September 1749 in der Titelrolle von Elektra, einer Tragödie, die von Philip Malfait, aus dem Französischen adaptiert wurde. Mit Punt soll sie die Rolle einstudiert haben, doch laut Punts Kollege Marten Corver „konnte man auch sehen, dass man daraus gelernt hatte“. Sie erhielt nur drei Gulden pro Auftritt. Zudem erhielt sie eine jährliche Anerkennung von 25 Gulden, jedoch hat sie ihre Bühnenkarriere recht bald beendet. Corver fasste es so zusammen: „Sie hatte eine gute Figur und war völlig ungezwungen, aber die Fortsetzung zeigte, dass sich daraus nichts entwickeln konnte und dass keine Schauspielerin darin vorkam.“
Laut Corver soll Bor kurz nach ihrem Ausscheiden aus dem Theater am 15. April 1764 den Kaufmann  und Direktor Jan Fredrik Berewout (1722–1785) geheiratet haben. Mit ihm hatte sie vor der Ehe sieben Kinder, in der Ehe weitere vier. Ihre Beziehung soll ab 1749 bestanden haben, sie dauerte an, da der Vater von Jan Fredrik Berewout ihm die Erlaubnis zu dieser sozial sehr unausgewogenen Heirat verweigerte. Bei ihrer Hochzeit 1764 in der Englischen Kirche in Amsterdam waren die Kinder anwesend, der Älteste wurde 1750 geboren, der Jüngste im Januar 1764. Sie erhielten die Erlaubnis zur Hochzeit erst, als nach vier Mädchen zwei Jungen geboren worden waren und somit Erben vorhanden waren. Nach der Hochzeit bekam das Paar noch vier weitere Kinder. Deborah Bor starb im Alter von 51 Jahren und wurde am 9. Oktober 1775 in der Nieuwe Kerk begraben.